# Nhà thờ Thánh Michael Tổng lãnh thiên thần ở Modrová
Nhà thờ Thánh Michael Tổng lãnh thiên thần ở Modrová (tiếng Slovakia: Kostol svätého Michala archanjela v Modrová) là một nhà thờ Công giáo La Mã tọa lạc ở trung tâm của làng Modrová, vùng Trenčín, Slovakia. Vào ngày 26 tháng 9 năm 1963, nhà thờ này được ghi danh vào Danh sách Di tích Trung ương theo quyết định của Bộ Văn hóa Cộng hòa Slovakia.

## Lịch sử
Nhà thờ Thánh Michael Tổng lãnh thiên thần ở Modrová là một trong những tòa nhà lâu đời nhất trong khu vực. Nhà thờ này có thể được xây dựng trong khoảng thế kỷ 10 đến thế kỷ 13, thậm chí nhà thờ có thể có niên đại từ thời kỳ Đại Moravia. Những người nhập cư từ Ý đã xây dựng tháp chuông của nhà thờ này. Sự cổ kính của nhà thờ được khẳng định qua kiến trúc của tháp chuông và một số phần của nhà thờ còn lưu giữ nét kiến trúc Romanesque.
Nhà thờ này được xây dựng theo trục đông tây. Bên trong nhà thờ, phòng thờ có một cửa sổ theo kiểu Romanesque và một cửa sổ theo kiểu Gothic chỉ rộng 10 - 15 cm. Vào cuối thế kỷ 17 và đầu thế kỷ 18, một nhà nguyện hình vuông đã được xây thêm vào phần phía nam của nhà thờ.